# París-Niça 1969
La París-Niça 1969 fou la 27a edició de la París-Niça. És un cursa ciclista que es va disputar entre el 10 de març i el 16 de març de 1969. Eddy Merckx (Faema) guanya la primera de les seves tres París-Niça. Els francesos Raymond Poulidor (Mercier-BP-Hutchinson) i Jacques Anquetil (Bic), en la seva darrera participació, queden segon i tercer respectivament. 

En les classificacions secundàries, Gilbert Bellone (Bic) s'emportà la classificació de la muntanya, Marino Basso (Molteni) guanyà la classificació per punts i el conjunt Bic la d'equips després que cinc dels seus homes facin entre els deu primers de la general.

## Recorregut
El recorregut de 1.213 km es reparteix en 11 etapes disputades en 6 dies, ja que diverses es divideixen en dos sectors. Abunden les contrarellotges: el primer sector de la primera i tercera etapa són cronos individuals curtes, el primer sector de la cinquena etapa és una contrarellotge per equips i el darrer sector és la instauració de la cronoescalada al Coll d'Èze. Les principals dificultats muntanyoses són el Coll de la République en la quarta etapa, el Col de Garde i el Mont Faron en el segon sector de la cinquena etapa i l'esmentat Coll d'Èze.

## Participants
En aquesta edició de la París-Niça hi preneren part 112 corredors dividits en 14 equips: Bic, Salvarani, Molteni, Faema, Mann-Grundig, Mercier-BP-Hutchinson, Flandria-De Clerck-Kruger, Peugeot-BP-Michelin, Frimatic-Viva-De Gribaldy, Sonolor-Lejeune, Willem II-Gazelle, Kas-Kaskol, Zimba-Mondia i Caballero. La prova l'acabaren 70 corredors.

## Desenvolupament
La prova s'inicia amb una contrarellotge individual de quatre kilòmetres guanyada per Raymond Poulidor. Eddy Merckx és segon a quatre dècimes. El segon sector del dia és guanyat en solitari per Léo Duyndam però els deu segons que treu en meta a la resta de favorits no són suficients per desbancar a Poulidor del lideratge. 

L'endemà, Merckx guanya l'etapa i es posa líder empatat a temps amb Poulidor.

En la tercera etapa Merckx consolida el seu lideratge de manera definitiva. En el primer sector treu temps a la resta de favorits - tret de Rolf Wolfshohl i Jacques Anquetil - i en la curta crono del segon sector fa una exhibició, ja que la resta de corredors perden, com a mínim, dos segons per kilòmetre amb ell. Al final del dia només Poulidor i Anquetil estan a menys d'un minut de Merckx en la general mentre que altres favorits com Felice Gimondi, Gilbert Bellone o Herman Van Springel es troben a més de tres minuts.

La quarta etapa es converteix en un setge al líder i al seu equip. El Bic de Raphaël Géminiani i els italians del Salvarani mouen els seus homes: Wolfshohl, Bellone, Janssen, Gimondi, Dancelli o Zandegu ataquen diverses vegades durant l'etapa. Tot i això Merckx manté les distàncies en la general amb Anquetil i Poulidor encara que Wolfshohl s'apropa a 46".

La cinquena etapa es divideix en dos sectors. El primer és una contrarellotge per equips que no compta per la classificació per equips. És guanyada pel Salvarani de Gimondi però els Faema de Merckx són segons a 21". El segon sector són més de 200 quilòmetres amb el coll de Garde i el Mont Faron. Merckx deixa fer a Pingeon i Janssen al coll de Garde i puja el Mont Faron amb la resta de favorits. Al seu cim Janssen té el suficient avantatge per endur-se l'etapa en solitari però en línia de meta treu uns pocs segons a la resta de ciclistes. Merckx manté les diferències en la general i, a més, Wolfshohl perd més de dos minuts.

La sisena etapa és una treva per al líder al produir-se atacs d'homes sense importància en la general. La victòria d'etapa és per Jos van der Vleuten el qual s'aprofita de la caiguda en el descens cap a meta dels seus companys d'escapada José Catieau i Michel Coulon.

El darrer dia de competició es divideix, altre cop, en dos sectors. El primer és per a Marino Basso en una arribada massiva. Dino Zandegu és el guanyador inicial però és posteriorment desqualificat per irregularitats en l'esprint. El segon sector és l'aparició de la tradicional cronoescalada al Coll d'Éze. Merckx l'afronta amb 29" sobre Poulidor, amb 45" sobre Anquetil i amb més de dos minuts sobre la resta de corredors. El belga, que ja li treia vuit segons a Poulidor en el punt intermedi, la guanya amb solvència i fins i tot dobla a Anquetil.

## Resultats de les etapes
| Etapes              | Data       | Recorregut                    | Km       | Vencedor d'etapa    | Líder de la general |
| ------------------- | ---------- | ----------------------------- | -------- | ------------------- | ------------------- |
| 1a etapa, 1r sector | 10 de març | Villebon-sur-Yvette (CRI)     | 4 km     | Raymond Poulidor    | Raymond Poulidor    |
| 1a etapa, 2n sector | 10 de març | Villebon-sur-Yvette-Joigny    | 153 km   | Léo Duyndam         | Raymond Poulidor    |
| 2a etapa            | 11 de març | Joigny-Le Creusot             | 211 km   | Eddy Merckx         | Eddy Merckx         |
| 3a etapa, 1r sector | 12 de març | Paray-le-Monial-Saint-Étienne | 147 km   | Eric Leman          | Eddy Merckx         |
| 3a etapa, 2n sector | 12 de març | Saint-Étienne (CRI)           | 6.5 km   | Eddy Merckx         | Eddy Merckx         |
| 4a etapa            | 13 de març | Saint-Étienne-Bollène         | 205 km   | Dino Zandegu        | Eddy Merckx         |
| 5a etapa, 1r sector | 14 de març | Tavèus (CRE)                  | 20.5 km  | Salvarani           | Eddy Merckx         |
| 5a etapa, 2n sector | 14 de març | Cavaillon-Hyères              | 207.5 km | Jan Janssen         | Eddy Merckx         |
| 6a etapa            | 15 de març | Hyères-Draguignan             | 137 km   | Jos van der Vleuten | Eddy Merckx         |
| 7a etapa, 1r sector | 16 de març | Draguignan-Niça               | 105 km   | Marino Basso        | Eddy Merckx         |
| 7a etapa, 2n sector | 16 de març | Niça-coll d'Èze (CRI)         | 9.5 km   | Eddy Merckx         | Eddy Merckx         |

## Etapes

### 1a etapa, 1r sector
10-03-1969. Villebon-sur-Yvette, 4 km. CRI
|    | Ciclista            | Equip                     | Temps  |
| -- | ------------------- | ------------------------- | ------ |
| 1  | Raymond Poulidor    | Mercier-BP-Hutchinson     | 6' 11" |
| 2  | Eddy Merckx         | Faema                     | m. t.  |
| 3  | Jacques Anquetil    | Bic                       | + 7"   |
| 4  | Charly Grosskost    | Bic                       | + 12"  |
| 5  | Jan Janssen         | Bic                       | + 17"  |
| 6  | Gilbert Bellone     | Bic                       | + 19"  |
| 7  | Derek Harrison      | Frimatic-Viva-De Gribaldy | + 22"  |
| 8  | Christian Raymond   | Peugeot-BP-Michelin       | m. t.  |
| 9  | Herman van Springel | Mann-Grundig              | m. t.  |
| 10 | Felice Gimondi      | Salvarani                 | + 23"  |

### 1a etapa, 2n sector
10-03-1969. Villebon-sur-Yvette-Joigny, 153 km.
|   | Ciclista             | Equip                     | Temps      |
| - | -------------------- | ------------------------- | ---------- |
| 1 | Léo Duyndam          | Caballero                 | 3h 59' 26" |
| 2 | Guido Reybrouck      | Faema                     | + 10"      |
| 3 | Eddy Merckx          | Faema                     | m. t.      |
| 4 | Marino Basso         | Molteni                   | m. t.      |
| 5 | Eric Leman           | Flandria-De Clerck-Kruger | m. t.      |
| 6 | Willy Planckaert     | Frimatic-Viva-De Gribaldy | m. t.      |
| 7 | Daniel van Ryckeghem | Mann-Grundig              | m. t.      |
| 8 | Harm Ottenbros       | Willem II-Gazelle         | m. t.      |

### 2a etapa
11-03-1969. Joigny-Le Creusot 211 km.
|    | Ciclista               | Equip                     | Temps      |
| -- | ---------------------- | ------------------------- | ---------- |
| 1  | Eddy Merckx            | Faema                     | 6h 16' 08" |
| 2  | Raymond Poulidor       | Mercier-BP-Hutchinson     | + 1"       |
| 3  | Jan Janssen            | Bic                       | + 2"       |
| 4  | Gilbert Bellone        | Bic                       | m. t.      |
| 5  | Michele Dancelli       | Molteni                   | + 8"       |
| 6  | Jean-Claude Theillière | Sonolor-Lejeune           | m. t.      |
| 7  | Marino Basso           | Molteni                   | m. t.      |
| 8  | Dino Zandegu           | Salvarani                 | m. t.      |
| 9  | Raymond Delisle        | Peugeot-BP-Michelin       | + 15"      |
| 10 | Maurice Izier          | Frimatic-Viva-De Gribaldy | m. t.      |

### 3a etapa, 1r sector
12-03-1969. Paray-le-Monial-Saint-Étienne 147 km.
|    | Ciclista         | Equip                     | Temps      |
| -- | ---------------- | ------------------------- | ---------- |
| 1  | Eric Leman       | Flandria-De Clerck-Kruger | 3h 48' 31" |
| 2  | Alain Vasseur    | Bic                       | m. t.      |
| 3  | Julien Stevens   | Faema                     | m. t.      |
| 4  | Marinus Wagtmans | Willem II-Gazelle         | m. t.      |
| 5  | Eddy Merckx      | Faema                     | + 9"       |
| 6  | Rolf Wolfshohl   | Bic                       | m. t.      |
| 7  | Mario Anni       | Molteni                   | m. t.      |
| 8  | Jacques Anquetil | Bic                       | m. t.      |
| 9  | Raymond Poulidor | Mercier-BP-Hutchinson     | + 15"      |
| 10 | Rik van Looy     | Willem II-Gazelle         | m. t.      |

### 3a etapa, 2n sector
12-03-1969. Saint-Étienne, 6.5 km. CRI
|    | Ciclista            | Equip                 | Temps  |
| -- | ------------------- | --------------------- | ------ |
| 1  | Eddy Merckx         | Faema                 | 8' 24" |
| 2  | Herman van Springel | Mann-Grundig          | + 14"  |
| 3  | Jacques Anquetil    | Bic                   | + 15"  |
| 4  | Felice Gimondi      | Salvarani             | m. t.  |
| 5  | Charly Grosskost    | Bic                   | + 24"  |
| 6  | Raymond Poulidor    | Mercier-BP-Hutchinson | m. t.  |
| 7  | Gilbert Bellone     | Bic                   | + 25"  |
| 8  | Jan Janssen         | Bic                   | + 26"  |
| 9  | Henk Hiddinga       | Mercier-BP-Hutchinson | + 29"  |
| 10 | René Pijnen         | Willem II-Gazelle     | + 34"  |

### 4a etapa
13-03-1969. Saint-Étienne-Bollène, 205 km.
|    | Ciclista             | Equip                     | Temps      |
| -- | -------------------- | ------------------------- | ---------- |
| 1  | Dino Zandegu         | Salvarani                 | 5h 30' 10" |
| 2  | José Catieau         | Sonolor-Lejeune           | m. t.      |
| 3  | Gilbert Bellone      | Bic                       | m. t.      |
| 4  | Marino Basso         | Molteni                   | + 6"       |
| 5  | Daniel van Ryckeghem | Mann-Grundig              | m. t.      |
| 6  | Michele Dancelli     | Molteni                   | m. t.      |
| 7  | Harry Steevens       | Caballero                 | m. t.      |
| 8  | Rolf Wolfshohl       | Bic                       | m. t.      |
| 9  | Jiri Daler           | Frimatic-Viva-De Gribaldy | m. t.      |
| 10 | José Samyn           | Bic                       | m. t.      |

### 5a etapa, 1r sector
14-03-1969. Tavèus, 20.5 km. CRI
|    | Equip                     | Temps    |
| -- | ------------------------- | -------- |
| 1  | Salvarani                 | 21' 40"  |
| 2  | Faema                     | + 21"    |
| 3  | Mercier-BP-Hutchinson     | + 37"    |
| 4  | Flandria-De Clerck-Kruger | + 54"    |
| 5  | Molteni                   | + 1' 00" |
| 6  | Kas-Kaskol                | + 1' 13" |
| 7  | Mann-Grundig              | + 1' 58" |
| 8  | Zimba-Mondia              | + 2' 21" |
| 9  | Peugeot-BP-Michelin       | + 2' 35" |
| 10 | Willem II-Gazelle         | + 2' 41" |

### 5a etapa, 2n sector
14-03-1969. Cavaillon-Hyères, 207,5 km.
|    | Ciclista            | Equip                 | Temps      |
| -- | ------------------- | --------------------- | ---------- |
| 1  | Jan Janssen         | Bic                   | 5h 38' 09" |
| 2  | Herman van Springel | Mann-Grundig          | + 6"       |
| 3  | Raymond Poulidor    | Mercier-BP-Hutchinson | + 14"      |
| 4  | Gilbert Bellone     | Bic                   | m. t.      |
| 5  | Roger Pingeon       | Peugeot-BP-Michelin   | m. t.      |
| 6  | Eddy Merckx         | Faema                 | m. t.      |
| 7  | Raymond Delisle     | Peugeot-BP-Michelin   | m. t.      |
| 8  | Jacques Anquetil    | Bic                   | m. t.      |
| 9  | Michele Dancelli    | Molteni               | m. t.      |
| 10 | Enrico Maggioni     | Molteni               | m. t.      |

### 6a etapa
15-03-1969. Hyères-Draguignan, 137 km.
|    | Ciclista            | Equip                     | Temps      |
| -- | ------------------- | ------------------------- | ---------- |
| 1  | Jos van der Vleuten | Willem II-Gazelle         | 3h 34' 10" |
| 2  | Roger Rosiers       | Mann-Grundig              | + 46"      |
| 3  | Evert Dolman        | Willem II-Gazelle         | m. t.      |
| 4  | Marino Basso        | Molteni                   | m. t.      |
| 5  | Dino Zandegu        | Salvarani                 | m. t.      |
| 6  | Jiri Daler          | Frimatic-Viva-De Gribaldy | m. t.      |
| 7  | José Samyn          | Bic                       | m. t.      |
| 8  | Jan Harings         | Caballero                 | m. t.      |
| 9  | Marinus Wagtmans    | Willem II-Gazelle         | m. t.      |
| 10 | Antoon Houbrechts   | Flandria-De Clerck-Kruger | m. t.      |

### 7a etapa, 1r sector
16-03-1969. Draguignan-Niça, 105 km.
|    | Ciclista            | Equip             | Temps      |
| -- | ------------------- | ----------------- | ---------- |
| 1  | Marino Basso        | Molteni           | 2h 33' 51" |
| 2  | Valere van Sweevelt | Faema             | m. t.      |
| 3  | Dino Zandegu        | Salvarani         | m. t.      |
| 4  | José Samyn          | Bic               | m. t.      |
| 5  | Harry Steevens      | Caballero         | m. t.      |
| 6  | Rik van Looy        | Willem II-Gazelle | m. t.      |
| 7  | Kurt Rub            | Zimba-Mondia      | m. t.      |
| 8  | Roger Rosiers       | Mann-Grundig      | m. t.      |
| 9  | René Pijnen         | Willem II-Gazelle | m. t.      |
| 10 | Rolf Wolfshohl      | Bic               | m. t.      |

### 7a etapa, 2n sector
16-03-1969. Niça-Coll d'Èze, 9.5 km. CRI
|    | Ciclista            | Equip                     | Temps    |
| -- | ------------------- | ------------------------- | -------- |
| 1  | Eddy Merckx         | Faema                     | 20' 40"  |
| 2  | Raymond Poulidor    | Mercier-BP-Hutchinson     | + 22"    |
| 3  | Herman van Springel | Mann-Grundig              | + 47"    |
| 4  | Raymond Delisle     | Peugeot-BP-Michelin       | + 56"    |
| 5  | Jacques Anquetil    | Bic                       | + 1' 32" |
| 6  | Roger Pingeon       | Peugeot-BP-Michelin       | + 1' 42" |
| 7  | Felice Gimondi      | Salvarani                 | + 1' 49" |
| 8  | Rolf Wolfshohl      | Bic                       | + 2' 04" |
| 9  | Christian Robini    | Mercier-BP-Hutchinson     | + 2' 05" |
| 10 | Wilfried David      | Flandria-De Clerck-Kruger | + 2' 07" |

## Classificacions finals

### Classificació general
|    | Ciclista            | Equip                 | Temps       |
| -- | ------------------- | --------------------- | ----------- |
| 1  | Eddy Merckx         | Faema                 | 31h 56' 57" |
| 2  | Raymond Poulidor    | Mercier-BP-Hutchinson | + 51"       |
| 3  | Jacques Anquetil    | Bic                   | + 2' 17"    |
| 4  | Herman van Springel | Mann-Grundig          | + 3' 40"    |
| 5  | Raymond Delisle     | Peugeot-BP-Michelin   | + 4' 27"    |
| 6  | Jan Janssen         | Bic                   | + 4' 51"    |
| 7  | Gilbert Bellone     | Bic                   | + 4' 57"    |
| 8  | Rolf Wolfshohl      | Bic                   | + 5' 04"    |
| 9  | Roger Pingeon       | Peugeot-BP-Michelin   | + 5' 56"    |
| 10 | Alain Vasseur       | Bic                   | + 6' 17"    |

## Evolució de les classificacions
| Etapa (Vencedor)                       | Classificació general |
| -------------------------------------- | --------------------- |
| 0Etapa 1, 1r sector (Raymond Poulidor) | Raymond Poulidor      |
| 0Etapa 1, 2n sector (Léo Duyndam)      | Raymond Poulidor      |
| 0Etapa 2 (Eddy Merckx)                 | Eddy Merckx           |
| 0Etapa 3, 1r sector (Eric Leman)       | Eddy Merckx           |
| 0Etapa 3, 2n sector (Eddy Merckx)      | Eddy Merckx           |
| 0Etapa 4 (Dino Zandegu)                | Eddy Merckx           |
| 0Etapa 5, 1r sector (Salvarani)        | Eddy Merckx           |
| 0Etapa 5, 2n sector (Jan Janssen)      | Eddy Merckx           |
| 0Etapa 6 (Jos van der Vleuten)         | Eddy Merckx           |
| 0Etapa 7, 1r sector (Marino Basso)     | Eddy Merckx           |
| 0Etapa 7, 2n sector (Eddy Merckx)      | Eddy Merckx           |